# Gerald Glass
 (août 2024).
Si vous disposez d'ouvrages ou d'articles de référence ou si vous connaissez des sites web de qualité traitant du thème abordé ici, merci de compléter l'article en donnant les références utiles à sa vérifiabilité et en les liant à la section « Notes et références ».
Pour les articles homonymes, voir Glass.
Gerald Glass, né le 12 novembre 1967 à Greenwood (Mississippi), est un joueur américain de basket-ball.

## Biographie
Gerald Glass commence le basket à Amanda Elsy (Lycée). Puis en 1985, il joue en NCAA tout d'abord à Delta State University jusqu'en 1987 et il rejoint au début de la saison 1987-1988, Mississipi University. Glass détonne en NCAA par ses statistiques, notamment lors de la saison 1986-1987 à 26,1 points et 12,5 rebonds par matchs. À la fin de son cursus universitaire, Glass est choisi au premier tour de la Draft de la NBA en tant que 20e choix par Minnesota mais aussi il est présent au huitième tour de la draft USBL, en 43e position par Miami. Finalement, la Draft de la NBA aura raison de lui.
Pendant trois saisons, il revête le maillot des Timberwolves du Minnesota. Lors de la saison 1991-1992, il passe une étape de sa carrière en marquant 11,5 points, en prenant 3,5 rebonds et distribuant 2,3 passes décisives par match en NBA. Lors de la saison 1992-1993, Glass est transféré aux Pistons de Détroit. Peu productif, il part la saison suivante en CBA, à La Crosse Bobcats. À ce moment-là, Gerard Glass revient à son niveau et affiche plus de 12 points et 3 rebonds en saison régulière. Intéressé par l'Europe, il séjourne durant une saison à Naples (ligue 2 italienne). Sa production statistique est monstrueuse tels ses 25,5 points et 7,8 rebonds par matchs (saison régulière). Le temps d'une saison en Italie, Gerard Glass retrouve un poste chez les Nets du New Jersey. Il n'a pas beaucoup de temps de jeu et fait donc ses valises au cours de la même saison, en direction des Hornets de Charlotte.
En 1996-1997, Glass signe au Limoges CSP. Il est loin des attentes des dirigeants Limougeauds même ses statistiques individuelles en Euroligue (11,4 points, 4,8 rebonds et 1,1 passe décisive) comme en Pro A (12,4 points, 3,8 rebonds et 3,3 passes décisives) ne sont pas si mauvaises. Estimant que Glass fait doublon avec Yann Bonato, les dirigeants limougeauds décident alors de remodeler l'équipe en y ajoutant un meneur de jeu, et Glass fait les frais de l'opération. Il est "coupé" par le CSP le 30 décembre 1996, remplacé par son compatriote Trevor Ruffin. Avec Limoges, son record de points s'établit à 20 pts (à Antibes, le 2 novembre 1996). Mais son meilleur match reste incontestablement le 30 novembre à Levallois : 18 pts, 8 rebonds et 8 passes décisives pour 30 d'évaluation. Glass réapparaît une dernière fois sur les parquets, lors de la saison 1998-1999, à l'Hapoël Holon (ligue 1 israélienne).
Gerald Glass est aujourd'hui professeur d'éducation physique et coach de basket au lycée[source secondaire nécessaire].

## All-Star Game
- 1993-1994: Participe au All-Star Game européen saison 1993-1994 (Valence)
- 1993-1994: Participe au concours de tir à 3 pts du All-Star Game européen saison 1993-1994

## Nominations et distinctions
- 1990 : Drafté au premier tour (20e choix) par Minnesota (NBA)
- 1990 : Drafté au huitième choix de l’Open Phase (43e choix) par Miami (USBL) en 1990